# Franz Petri
Franz Petri (* 22. Februar 1903 in Wolfenbüttel; † 8. März 1993 in Hamburg) war ein deutscher Historiker. Er beschäftigte sich vor allem mit regionalgeschichtlichen Themen (Rheinland, Westfalen, Niederlande). Er bestimmte die nationalsozialistische Westforschung maßgeblich mit.

## Leben und Wirken
Franz Petri besuchte das Gymnasium in Wolfenbüttel. Anschließend studierte er von 1921 bis 1925 Geschichte, Germanistik, Philosophie und evangelische Theologie an der Friedrich-Wilhelms-Universität Berlin. Das Studium schloss er 1925 mit der Promotion bei Dietrich Schäfer zum Dr. phil. ab. Seit 1926 arbeitete er am Institut für Landeskunde der Rheinlande der Universität Bonn.

### Nationalsozialismus
Zum 1. Mai 1937 trat Petri der NSDAP bei (Mitgliedsnummer 4.917.620). Bereits zuvor – spätestens 1936 – war er der SA beigetreten. Er war Mitglied des Nationalsozialistischen Deutschen Dozentenbundes (NSDDB) und der Deutschen Akademie München. 1936 habilitierte er sich an der Universität zu Köln. In seiner Habilitationsschrift „Germanisches Volkserbe in Wallonien und Nordfrankreich“ vertrat er die These, dass große Teile Nordfrankreichs germanischer Kulturraum seien. Er war der Gründer der NS-geprägten Deutsch-Flämischen Arbeitsgemeinschaft De Vlag. In den folgenden Jahren stieg Petri zu einem der führenden Vertreter der regimenahen Westforschung auf. In Köln arbeitete Petri bis 1942 als Privatdozent. Zum Professor wurde er 1942 ernannt. Petri veröffentlichte zahlreiche Schriften vor allem zur niederländischen Geschichte sowie zur rheinischen und westfälischen Landesgeschichte und Volkskunde. Er war ein einflussreicher Volks- und Kulturraumforscher und Spezialist für die Feld- und Flurnamensforschung in dieser Zeit.
Neben der akademischen Lehre war er seit 1940 Kulturreferent im Range eines Kriegsverwaltungsrates bei der deutschen Militärverwaltung im besetzten Belgien und Nordfrankreich. Dort galt er als der nationalsozialistische „Kulturpapst“. Er sorgte dafür, dass fast hundert belgische, insbesondere jüdische, Wissenschaftler entlassen und durch Deutsche ersetzt wurden. Für den Winter 1943/44 ist seine Teilnahme an einer irredentistischen Veranstaltungsreihe an der NS-Reichsuniversität Straßburg belegt. Er referierte in einer Veranstaltung des „Lothringischen Instituts für Landes- und Volksforschung“ über die germanisch-romanische Sprach- und Volkstumsgrenze mit dem Ziel, Gebiete mit Deutschsprachigen auf Dauer dem Reich anzugliedern. In dieser Reihe wirkte er gleichgerichtet neben dem Unterstützer der bretonischen Autonomisten und Mitarbeiter des RSHA Leo Weisgerber. Gleichzeitig war er von 1942 bis 1945 ordentlicher Professor für niederländische Geschichte in Köln.

### Nachkriegszeit
Nach dem Ende des NS-Regimes wurde Petri als stark belastet von der britischen Militärregierung aus dem öffentlichen Dienst entlassen, festgenommen und interniert. Im Entnazifizierungsverfahren zunächst als Mitläufer in die Kategorie IV eingestuft, folgte das Urteil „voll entlastet“ (Kategorie V). Er habe, hieß es zur Begründung, seine Mitgliedschaften in NS-Organisationen nur „behördlichem Druck“ unterliegend erworben, sich aber politisch nicht betätigt. Nationalsozialistisches Gedankengut habe er in seinen wissenschaftlichen Arbeiten nicht vertreten. Historiker, die die nationalsozialistische Westforschung aufarbeiteten, kamen dagegen zu dem Schluss, dass Petri sich zwar als unschuldigen, hart arbeitenden Wissenschaftler betrachtet und beschrieben habe. Es sei aber leicht zu zeigen, dass er die raum- und bevölkerungspolitischen Ziele der SS in Belgien vertreten habe. Er habe als SS-Unterstützer gehandelt und Rassismus und Antisemitismus propagiert.

### Bundesrepublik
Nach seiner Entlassung war er an verschiedenen wissenschaftlichen Projekten beteiligt. Seit 1951 war er Direktor des Provinzialinstituts für Westfälische Landes- und Volkskunde des Landschaftsverbandes Westfalen-Lippe mit Sitz in Münster. Ebenfalls 1951 wurde er zum ordentlichen Mitglied der Historischen Kommission für Westfalen gewählt, im Jahr 1982 dann zum Ehrenmitglied. Seit 1961 war Petri erneut ordentlicher Professor für geschichtliche Landeskunde der Rheinlande an der Universität Bonn. Zugleich war er bis 1968 in der Nachfolge von Franz Steinbach Direktor am Institut für geschichtliche Landeskunde der Rheinlande der Universität Bonn. Seit seiner Emeritierung 1969 lebte Petri in Münster und wurde an der dortigen Universität Honorarprofessor. Wissenschaftlich widmete er sich nach 1945 eher politikgeschichtlichen Themen. Die Kulturraumforschung spielte daneben nur noch eine untergeordnete Rolle. Petri forschte und publizierte stattdessen zur rheinisch-westfälischen Regionalgeschichte. Petri starb 1993 in Hamburg, dem Wohnsitz seines Sohnes.

## Ehrungen
Mit Beiträgen zu einer von Georg Droege, den er 1965 habilitiert hatte, und anderen aus Anlass seines 65. Geburtstags herausgegebenen Festschrift ehrten ihn zahlreiche Kollegen. Fünf Jahre später gaben Edith Ennen und andere unter dem Titel Zur Geschichte und Landeskunde der Rheinlande, Westfalens und ihrer westeuropäischen Nachbarländer einige von (dem nunmehr 70-jährigen) Petri verfasste Aufsätze und Vorträge aus vier Jahrzehnten (mit Schriftenverzeichnis 1925–1972) neu heraus. 1994, im Jahr nach seinem Tod, erschienen schließlich Franz Petri zum Gedächtnis dessen Beiträge zum Zeitalter Karls V. (mit Schriftenverzeichnis 1973–1993).

## Schriften (Auswahl)

### Monographien
- Germanisches Volkserbe in Wallonien und Nordfrankreich. Die fränkische Landnahme in Frankreich und den Niederlanden und die Bildung der westlichen Sprachgrenze, 2 Bände. Röhrscheid, Bonn 1937.
- Zum Stand der Diskussion über die fränkische Landnahme und die Entstehung der germanisch-romanischen Sprachgrenze. Wissenschaftliche Buchgemeinschaft, Darmstadt 1954.
- Die Kultur der Niederlande. Akademische Verlagsgesellschaft Athenaion, Frankfurt am Main 1972, ISBN 3-7997-0117-6.

### Herausgeberschaften
- Bischofs- und Kathedralstädte des Mittelalters und der frühen Neuzeit. Böhlau, Köln 1976.
- Handbuch der historischen Stätten Deutschlands. Kröner, Stuttgart 1958 ff.
- Kirche und gesellschaftlicher Wandel in deutschen und niederländischen Städten der werdenden Neuzeit. Böhlau, Köln 1980, ISBN 3-412-05079-2.
- mit Ivo Schöffer, Jan Juliaan Woltjer: Geschichte der Niederlande. Holland, Belgien, Luxemburg (= Handbuch der europäischen Geschichte). Deutscher Taschenbuchverlag dtv, München – Klett-Cotta, Stuttgart 1991, ISBN 3-423-04571-X.